# Joest Racing
Joest Racing (также Team Joest ныне Mazda Team Joest, в 2006—2016 г. Audi Sport Team Joest) — немецкая автогоночная команда, основанная в 1978 г. бывшим заводским гонщиком Порше Райнхольдом Йостом. Штаб-квартира располагается в Вальд-Михельбах (Германия). Команда известна прежде всего своим участием в гонках на выносливость.

## Ранние годы

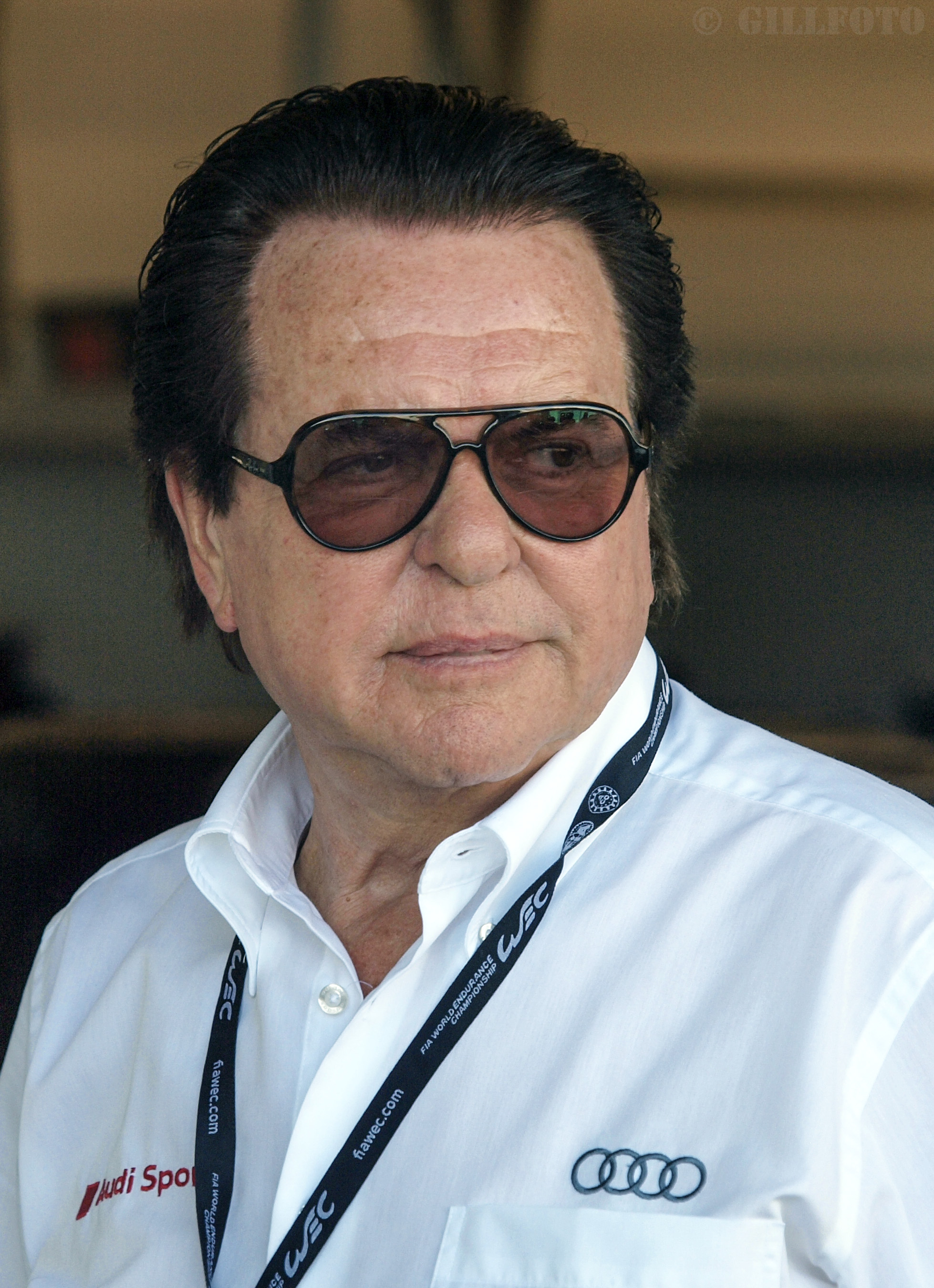
Райнхольд Йост

В самом начале своей истории команду на гоночных трассах представлял сам владелец, выступавший на Porsche 908/3 в Европейском чемпионате спортивных машин, и завоевавший титул в личном зачете. Затем он переключился на Porsche 935, на котором выиграл 24 часа Дайтоны в 1980 г. В DRM, когда тот перешел на спортпрототипы, команда выиграла два титула подряд с Бобом Уоллеком — в 1982 и 1983 гг. В 1982 г., когда новые закрытые Порше 956 были только у заводских команд, Joest Racing использовала собственный закрытый вариант 936-й модели, пока в 1983 г. не получила новые 956-е машины.

## Успехи в Ле-Мане
В 1984 г. в Ле-Мане отсутствовали заводские команды и Joest Racing завоевала победу. Гонку выиграла Порше 956 под номером 7 (шасси № 117), с Клаусом Людвигом и Анри Пескароло за рулем. На следующий год, несмотря на возвращение заводских команд, Людвиг снова выиграл гонку, вместе с Паоло Бариллой и «Джоном Винтером». Joest Racing стала второй командой добившейся двух подряд побед в Ле-Мане, вслед за JW Automotive, победившей в 1968 и 1969 гг.

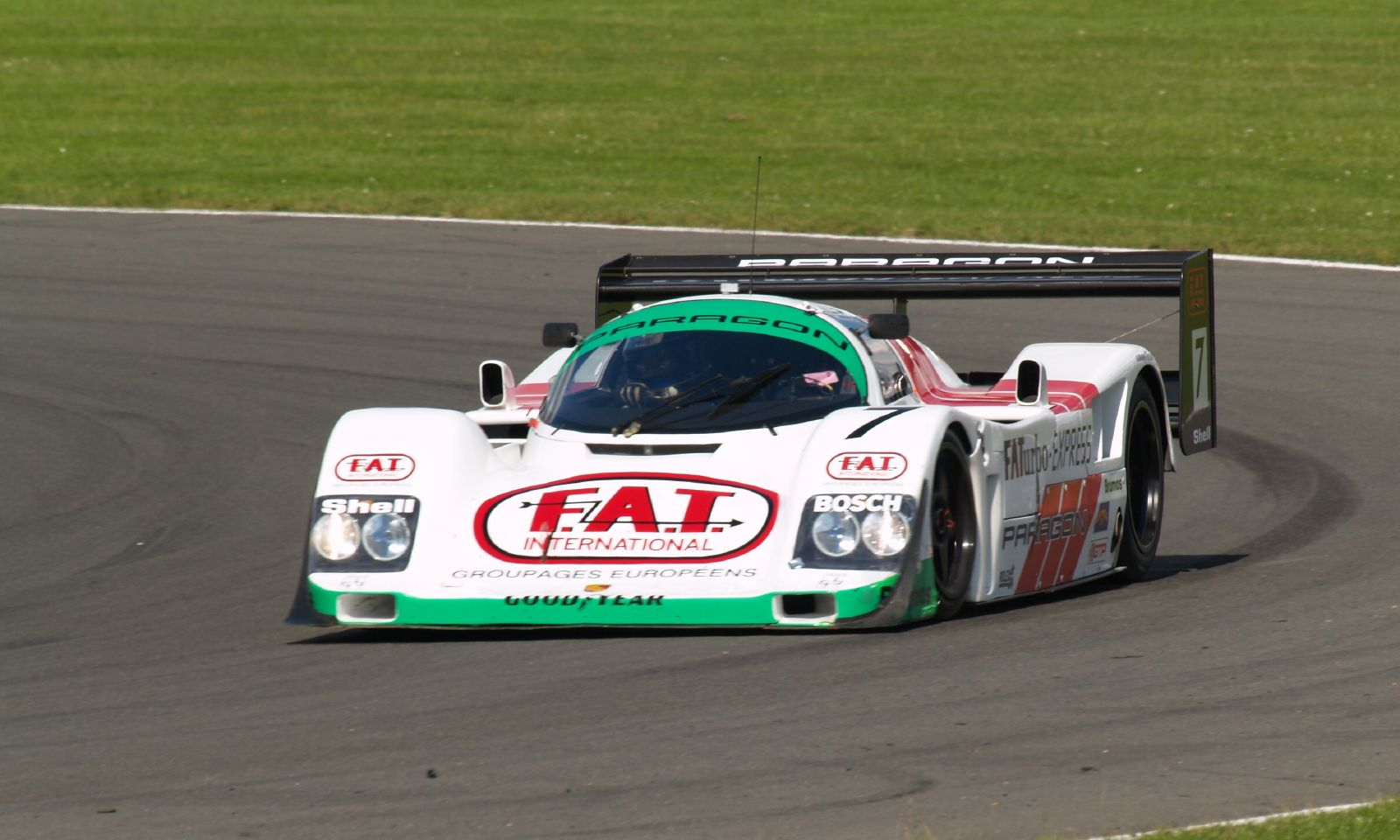
Porsche 962 Joest Racing выступавшая в чемпионате IMSA GT.

В 1986, 1988 и 1989 гг. Joest Racing побеждала в командном зачете в Суперкубке, а Боб Уоллек взял титул в личном зачете в 1989 г. Также команда победила в командном зачете Интерсерии в 1991г, а её гонщики «Джон Винтер» и Бернд Шнайдер стали победителями в личном зачете в 1985 и 1991 гг., соответственно.
С изданием новых правил Группы С в 1989 г. Joest Racing уже не могла участвовать в Ле-Мане — старые Порше 962 были снабжены балластом и другими ограничениями, делавшими их неконкурентоспособными, а новые 3,5 литровые безнаддувные моторы частным командам были недоступны, в том числе в силу дороговизны. Поэтому команда сосредоточила свои усилия на американском чемпионате IMSA GT в категории GTP, где еще могли участвовать машины группы С в 1990 г. В 1991 г. она победила в 24 часах Дайтоны (экипаж Винтера, Желински, Хейвуда, Уоллека, Пескароло), но больше побед добыть не смогла из-за жесткой конкуренции со стороны Ниссанов, Тойот и Ягуаров. В 1993 г. Ягуары и Ниссаны покинули серию, а в последней гонке Road America 500 и доминировавшая весь сезон Тойота, так что Joest Racing завоевала последнюю для машин группы С победу.

## Joest & Opel
Joest Racing также вывел совместно с Опелем новую Опель Калибра Класса 1 на трассы ДТМ, в конце 1993 г. Первая победа пришла уже в следующем году, в Донингтоне, усилиями Мануэля Рёйтера. Однако общую победу удалось добыть только в 1996 г.

## Возвращение в Ле-Ман

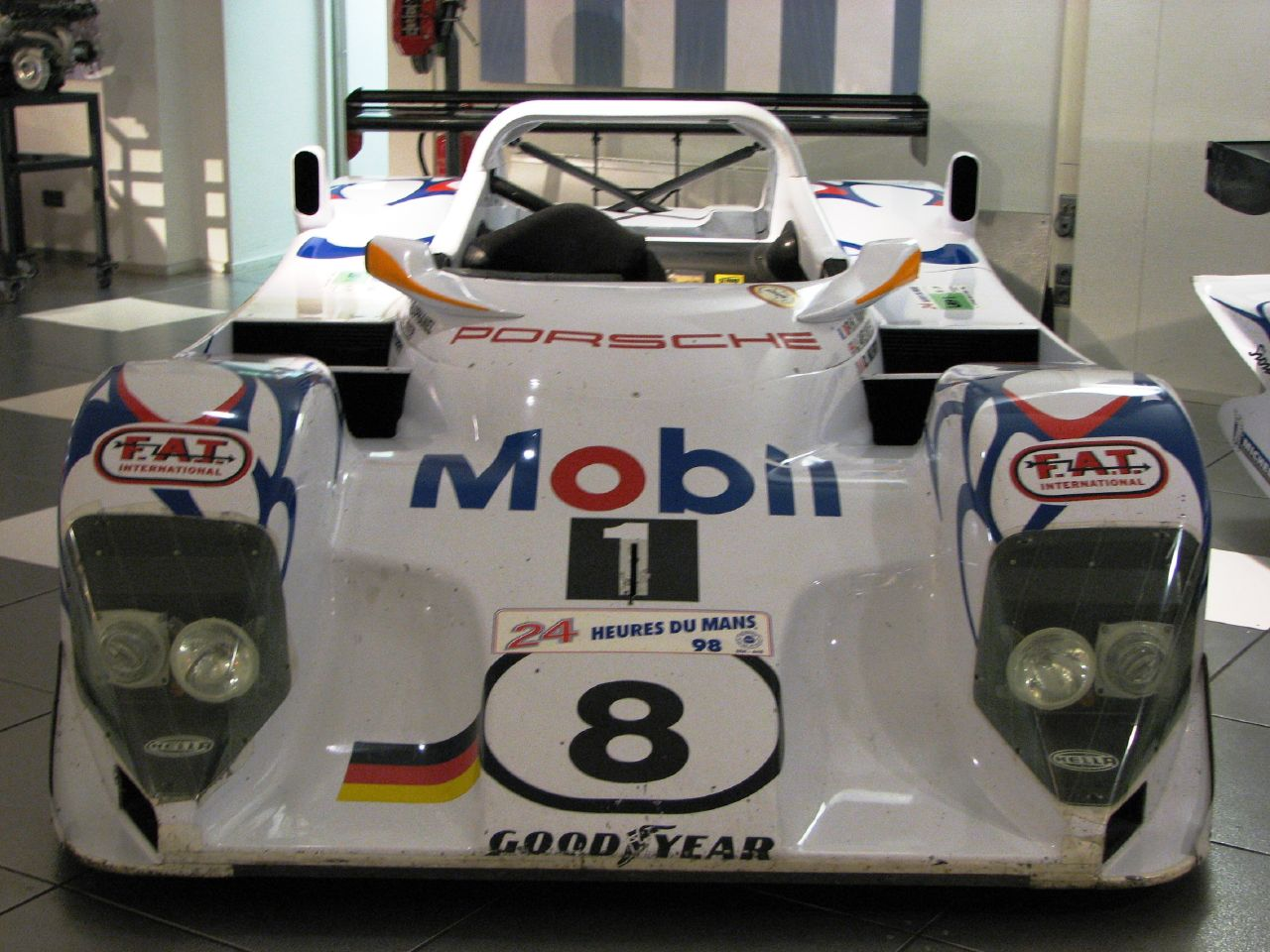
WSC-95 (шасси 002) выступавшая в 24 часах Ле-Мана 1998 г..

В конце 1996 г. Порше попросили TWR (Tom Walkinshaw Racing) сделать прототип WSC для гонки 24 часа Дайтоны. WSC95 был создан на базе шасси Ягуара XJR14 1991 г., сохранившихся у TWR, путём удаления крыши и установки 6-цилиндровых «бокстеров» Порше. В 1996 г. проект был еще раз переработан и Joest Racing выставила машины в Ле-Мане, в дополнение к заводским 911 GT1 и Дэйви Джонс, Мануэль Рейтер и Алекс Вурц выиграли гонку. В следующем году, несмотря на отсутствие заводской поддержки машина № 7 выиграла вновь, с Микеле Альборето, Стефаном Йоханссоном и Томом Кристенсеном. Также как и в 1984 г. Йост планировал для № 7 третью победу, но вновь проиграл заводской машине.

## Audi Sport Team Joest

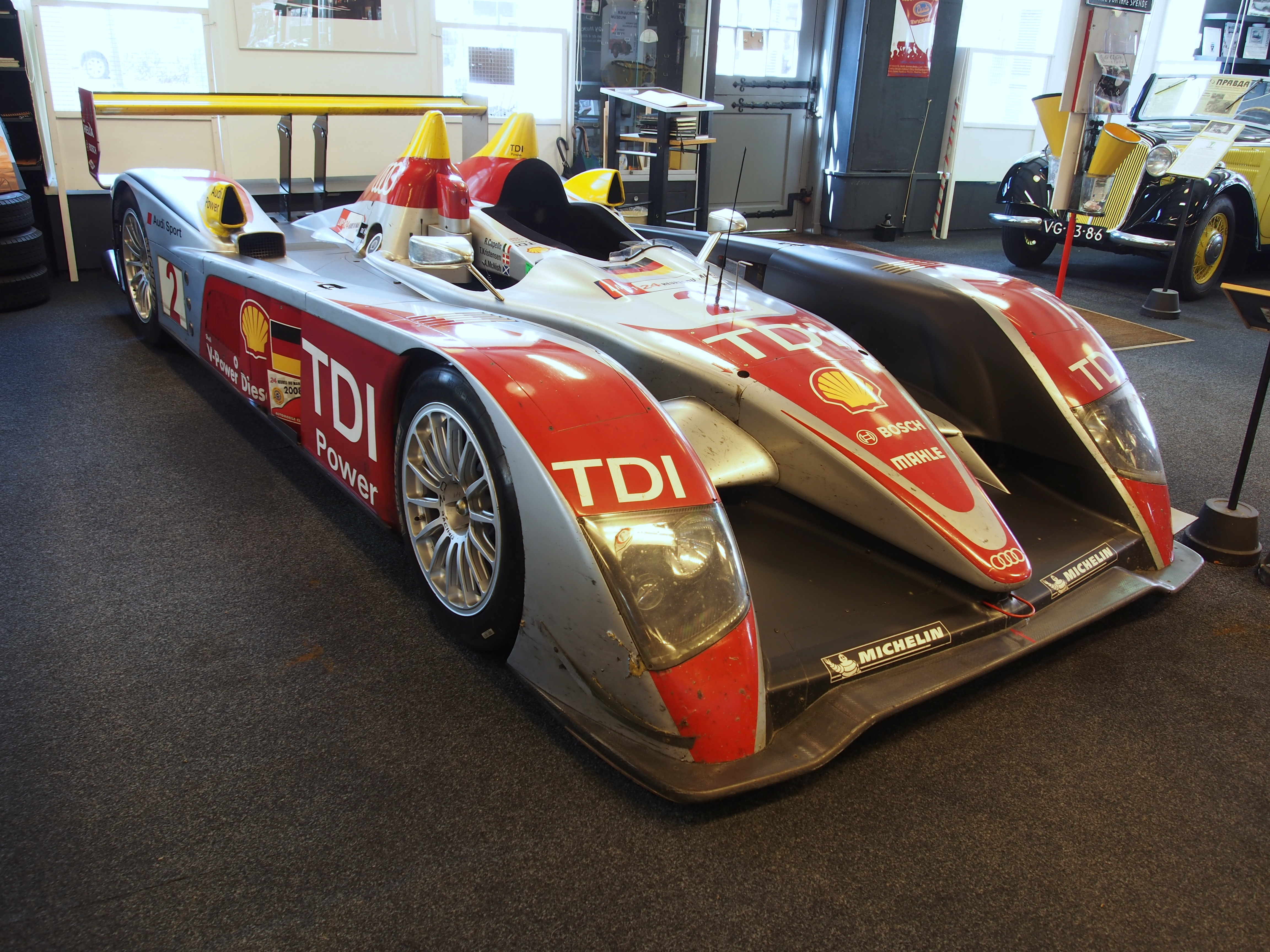
Audi R10 Joest Racing, побеждавшая 3 года подряд.

В 1998 г., после многолетнего сотрудничества с Порше, команда подписала контракт с заводской командой Ауди, на гонку 1999 г. Йост помогал разрабатывать и строить R8R предшественника знаменитого R8, тогда как RTN подготовил закрытую версию, R8C для категории LM-GTP. Более добротный подход Йоста привел к тому, что более надежные, хоть и менее быстрые R8R пришли на 3 и 4 позиции, после заводских BMW V12 LMR. После этой гонки Ауди решили развивать открытую машину, и в следующие три года R8 выиграли все 12 часов Себринга, Малый Ле-Ман и 24 часа Ле-Мана, а также титулы в ALMS. В 2003 г. Joest Racing переключилась на Bentley EXP Speed 8, который VAG наметила в победители, и которая в итоге победила.
В 2004 г. Joest Racing перешла с Ауди в Deutsche Tourenwagen Masters, дополняя заводскую Abt Sportsline, но за 2 года больших успехов не достигла и в 2006 г. вернулась в длинные гонки, с новой дизельной Audi R10, начав с победы в Себринге, и далее вновь 24 часа Ле-Мана.
В 2008 г. Joest Racing пришла также в европейскую серию Ле-Ман, но против дизельных же Пежо 908 ничего не смогла противопоставить.